# 致遠級巡洋艦
致遠級巡洋艦是指大清北洋水师在1886年向外定购的致遠（Chinese cruiser Chih Yuen）和靖遠兩艘巡洋舰。二艦由英國阿姆斯特朗-惠特沃斯所建。致遠及靖遠屬防護巡洋艦，裝有鋼製「穹甲」（水平装甲），故又稱穹甲快船。致遠級排水量2,300噸，航速達18.5節，是北洋水師主力戰艦中速度最高的。致遠、靖遠及同時在德國訂購的經遠、來遠在1887年底完工加入北洋水師後，清政府便由於各種政治原因，停止北洋水師採購新武器。結果在1894年爆發的中日「甲午战争」的黃海海戰中，已显老态的致遠及靖遠仍然是北洋水師最為「新式」的艦隻。海戰中由鄧世昌為管帶的致遠奮戰数小時後主、副火炮彈藥用盡，船隻重創。鄧世昌下令衝向日艦，意圖用衝角撞沉日艦，惟中途爆炸沉没而未能成功。葉祖珪為管帶的靖遠在黃海海戰中受創，經抢修後與餘艦退守威海。最後靖遠在威海受日军擊中後自沉。

## 设计和概述

### 訂造經過

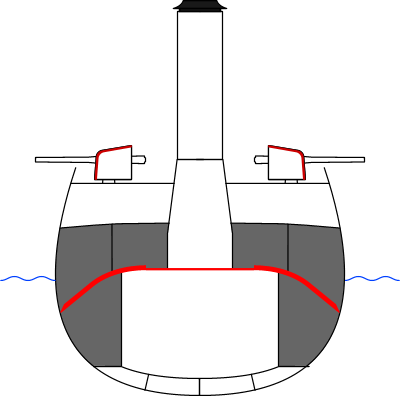
防護巡洋艦(亦稱穹甲快船)切面圖。紅色線即穹甲，灰色為煤櫃。船底為雙重船身

#### 清朝建设近代化海军初期
- 英國阿姆斯特朗-惠特沃斯(Sir W G Armstrong Whitworth & Co Ltd): 2 艘超勇級巡洋艦，及近岸防禦的小噸位炮艇

清朝建设近代化海军之初，曾一度完全向英国订购舰艇。在此阶段，清廷主要通過海關總司英國人赫德(Robert Hart，1835年2月20日－1911年9月20日）向英國阿姆斯特朗-惠特沃斯(Sir W G Armstrong Whitworth & Co Ltd)公司購艦。最先購入的是作近岸防禦的小噸位炮艇，稱作“蚊子船”。後來又購入兩艘有一定遠洋作戰能力的撞击巡洋艦（即超勇級無防護巡洋艦），然而超勇級两舰为遂行撞击战术，外形低矮，无法搭载鱼雷艇。这一点让时任直隶总督、主导海军建设的李鸿章非常不满，认为是英方以及赫德联手欺诈。
- 德國「伏爾鏗造船廠」（Vulcan AG）:定遠號戰艦，鎮遠號戰艦，濟遠艦

李鸿章於是在訂購更大型的鐵甲艦時，改為向德國「伏爾鏗造船廠」（Vulcan AG）購買，所建二艦即定遠號及鎮遠號。及後李鴻章以餘款再向伏尔铿購置一巡洋艦，即為濟遠號。阿姆斯特朗公司不甘心失去中国这一重要的外销市场，为重新开拓在中国的业务，阿姆斯特朗公司委派英国军官布里奇福德海军少校为驻华销售代表，寻找机会。

#### 1884年中法战争之後
- 英國阿姆斯特朗-惠特沃斯(Sir W G Armstrong Whitworth & Co Ltd):

1884年中法战争馬江海戰一役，福建水師惨败，几乎全军覆没。受此惨败刺激，清朝重启外购军舰的议程，打算再购买4艘巡洋舰。早已等候多时的阿姆斯特朗公司一收到消息便立即做出响应。李鸿章最初屬意按照济远号的设计，再造4艘。不过济远号是德方第一次设计建造的穹甲巡洋舰，设计缺陷较多；而英国人出于对德国人抢走了大批订单的愤怒，而抓住济远号的缺点大加抨击。因此驻英公使曾纪泽、驻德公使许景澄没有按照清廷的命令直接订购济远级，而是进行了大量的考察。曾纪泽在就济远号的设计方案一事进行访查期间，结识了阿姆斯特朗公司的设计师威廉·怀特爵士。怀特毫不客气地指责济远号有8处缺陷，这其中虽然有英德之间争夺订单的因素在内，但中方亦认为部分意见非常重要。经过定夺，清政府决定放弃原济远号的设计，要求新舰采用“西国通行有效船式”。
怀特趁机向曾纪泽推销自己的巡洋舰方案，称有10大优点，后者对此设计很感兴趣，随即向国内进行汇报。曾纪泽向总理衙门发电报陈述穹甲巡洋舰没有水线装甲带的原因，称增加重装甲会减慢航速；而较薄的装甲遇到炮击时，装甲被毁产生的破片会和炮弹一同杀伤船员，毁坏设备；还不如完全不要装甲，炮弹仅仅造成一个圆孔，反而容易维修。总理衙门将此电文转给李鸿章定夺。李鸿章受德国方面以及许景澄的影响，认为装甲巡洋舰更佳，要求致远级也要加上8-10英寸的水线装甲带。曾纪泽极力维护穹甲巡洋舰的设计，与李鸿章之间多次发电报争论。李鸿章争辩不过，最后只能同意在英德两国分别建造穹甲巡洋舰与装甲巡洋舰。1885年11月4日，清廷正式确认订造两艘致远级，两舰造价共36万4110英镑，随后第一笔款项9万5000英镑经汇丰银行汇至英方。
在武器配备方面，李鸿章要求新舰的武器必须使用德国克虏伯公司的火炮，以使得各舰统一火炮规格。致远级设计时，只采用了克虏伯公司的火炮炮身，炮座依然使用阿姆斯特朗公司自己的产品。另外副炮也因为耳台空间有限，没有用克虏伯火炮，而也是采用阿姆斯特朗火炮。另外英方设计时受当时逐渐复兴的纵列阵形、侧舷对敌的思想所影响，并不打算让主炮前后发射，而是在艏艉各设置1门47毫米哈乞开斯速射炮，正好挡住了主炮的前后射界。清朝方面对此战术并不以为然（也有可能是因为此前清朝各舰大多按舰艏对敌的方式设计，全部更换将会耗资巨大），要求英方将这两门小炮拆除。
致遠級致遠號及靖遠號分別於1886年9月及12月下水，1887年7月建成。北洋水師派出軍官及水兵，到英國船廠所在紐卡素對艦隻測試，然後連同在德國完工的經遠號及來遠號，於當年9月中一同開回中國。途中由北洋水师總教習、英国人琅威理為統領，致遠管帶為鄧世昌，靖遠管帶為葉祖珪。各艦於12月抵達廈門，正式加入北洋水師。

### 規格
本级长82米、宽11.58米、吃水4.6米。排水量2300吨，额定乘员204-260人。外观上单烟囱、双桅杆，船艏楼较低矮。舰艏部分相对较尖，而舰艉呈椭圆形。舰体采用双层船底，共有10道水密隔舱壁，将水下部分分为60多个水密舱。舰体中部主甲板至穹甲甲板之间的两舷水密隔舱同时充当煤仓，加强军舰的防护能力。前桅艏楼甲板处安装有司令塔，上方为露天的罗经舰桥（飞桥）。艉楼甲板另有一个备用指挥台。
动力部分，本级主机为两台霍索恩（英語：R&W Hawthorn）卧式三段膨胀式蒸汽机，由4座燃煤锅炉提供蒸汽，推动两根传动轴。公试时在强压通风状态下，可以达到6,892匹指示馬力（5,139千瓦特）的出力，最大航速18.5節（34每小時）。本级吸取了济远号煤仓狭窄的经验教训，配置了较大的煤仓，正常装煤200吨，最大装煤520吨；10节航速下每天消耗20吨，强压通风下每天消耗70吨。舰上安装有电力和水压传动设备，用来将炮弹从储藏室提升到火炮的位置。
防护方面，本级作为穹甲巡洋舰，拥有一层弯曲的装甲甲板，倾斜部分厚4英寸（102），水平部分厚3英寸（76）；3座主炮的炮盾均为2英寸（51）。司令塔厚度为76毫米。

### 舰载武器
武器方面，当时的防护巡洋舰的主炮方案普遍选择装备少量的10英寸（254）炮，而本舰是防护巡洋舰中率先采用了以较小口径换取更多数量的火炮布置方案（210毫米，约8英寸）。主炮为3门克虏伯1880式210毫米35倍径后膛钢箍套炮。艏楼甲板安装双联炮台一座，两门火炮安装在同一个旋转炮台上，有英式后部敞开式炮罩，利用水力进行转向以及装弹。第3门单独安装在后部，由于艉楼是军官生活区，无法安装复杂的设备，因此转动火炮和弹药补给均为人力。该设计使得3门主炮均可以侧舷对敌。为加快装填速度，各门主炮给炮手站立的地板下方均设置隔层（前部42个格子，后部21个格子），可以临时存放弹头；为避免殉爆，发射药依然要从弹药库里提取。主炮仅炮管为克虏伯公司生产，而炮架仍然由阿姆斯特朗公司制造，带有制退复进机，射速比克虏伯架退炮要快得多，可达2.5分钟1发。每门炮备弹50发，为弹药分装式。
副武器为两门阿姆斯特朗6英寸（152）旧式速射炮，分别安装在舰体两舷的耳台上，后部敞开式炮罩，舷侧射界60度，射程6500米，弹重36.3公斤，发射药包15.42公斤。本来这两门副炮也应该采用克虏伯火炮，但因为耳台空间不足，而克虏伯火炮采用横楔式炮闩，长度比阿姆斯特朗的断隔螺纹炮闩要大，因此改用了英式火炮。耳台距离水面较低，高速航行时海水容易灌入炮台，因此在耳台前方加装一块炮口挡板，作战时放倒，航行时竖起。原设计计划安装4座耳台，但因为清朝的经费和吨位限制，只安装了两座。日后英方设计师在为日本建造的吉野號上进一步增加耳台数量，布置了多达10座耳台。
此外舰上的轻武器包括8门哈乞开斯57毫米6磅速射炮，其中4门安装在艏艉楼炮房内，另4门安装在甲板上，初速600米/秒，射程4000米。另有6门37毫米哈乞开斯单管轻型速射炮，两门安装在前桅的作战桅盘，两门安装在烟囱底部的机舱棚上，两门安装在艉楼附近的舷侧。初速402米/秒，射程800米。还有6门10管加特林机关炮（时称格林连珠炮），手摇发射，两门安装在后桅的桅盘，另4门安装在手艉楼顶部两舷。
鱼雷方面，本级舰可能是装备了14英寸德制刷次考甫黑头磷铜鱼雷，全舰备弹12枚。鱼雷发射管全部安装在水线上，其中两具在舰艏，另两具在舰艉，发射开关在舰长舱室，发射信号为电线传导。
本级舰配备有海军陆战队编制，但并没有专门搭载陆战用的舢板炮，而是搭载若干陆军炮车，必要时可以将哈乞开斯炮和加特林机关炮拆下来运上陆地。另有40支马提尼亨利步枪，和15枝左轮手枪。

## 服役經過
1894年9月17日爆發黃海海戰中，定遠及鎮遠在中央，致遠及靖遠分別位於二艘鐵甲艦左右兩側。戰至下午3時左右，旗艦定遠發生大火，致遠上前掩護，中彈甚多，並且開始入水傾斜。同時艦上彈藥不繼，主炮及副炮彈藥用罄。管帶鄧世昌下令致遠全速衝向日本第一游擊旗艦，巡洋艦吉野(日本有人认为是浪速)號，希望用艦首衝角將之撞沉，然而途中致遠艦身突然爆炸沉沒未能成功。致遠全艦自管帶鄧世昌以下246名官兵僅7人獲救，鄧世昌則與其犬同殉。爆炸成因眾說不一，可能是致遠艦上魚雷被擊中爆發，亦可能是艦上鍋爐被擊中爆炸。靖遠則在葉祖珪管帶下作戰受創，戰事後經修復，與北洋餘艦退守威海。之後日軍突擊威海，旗艦定遠擱淺，丁汝昌一度以靖遠為艦隊旗艦。最後靖遠亦為日艦所擊中，1895年2月10日在威海自沉。

## 后续打捞

### 日軍打撈
傳說在二次世界大戰時，日軍曾經試圖到其沉落海域找到致遠艦殘骸，並取走艦上甲板上的鋼體，以作為戰爭需要。

### 中國大陸打撈
2014年，中華人民共和國國家文物局水下遺產中心在遼寧丹東黃海海域發現了一艘沉沒戰艦，命名為「丹東一號」。經水下考古隊考證下，在一個經過拼接的破碎盤子上的中央顯示出篆體的「致遠」二字。2015年10月，经过对大量打捞物的辨认，专家们一致倾向认定「丹东一号」为致远号战舰。